# Union des Ligues Européennes de Basketball
Die Union des Ligues Européennes de Basketball (ULEB, deutsch „Union der europäischen Basketball-Ligen“) ist eine Vereinigung europäischer Basketballligen, die das Ziel hat, die Entwicklung und Zusammenarbeit des europäischen Basketballs zu fördern. Zurzeit besteht die ULEB aus 16 Profiligen. Der Sitz der ULEB ist in Barcelona, Spanien.

## Geschichte / Mitglieder
- 25. Juni 1991: Gründung der ULEB in Rom. Die Gründungsmitglieder waren dabei die Profiligen aus Frankreich, Italien und Spanien
- 1996: Griechenland tritt bei
- Dezember 1999: Belgien, England und die Schweiz treten bei
- 9. Juni 2000: Gründung der EuroLeague
- Oktober 2001: Deutschland, die Niederlande und Polen treten bei
- Februar 2002: Die Adriatic Basketball Association tritt bei
- Oktober 2002: Österreich tritt bei
- 15. Oktober 2002: Erstes Match im ULEB Eurocup
- Juni 2003: Litauen tritt bei
- Januar 2004: Tschechien tritt bei
- Juli 2005: Israel tritt bei
- Mai 2011: Russland tritt als 16. und vorerst letzte Liga ein

## Präsidenten
| Zeitraum                   | Name                  | Nationalität |
| -------------------------- | --------------------- | ------------ |
| September 1991 – März 1998 | Gian Luigi Porelli    | Italien      |
| März 1998 – Oktober 2016   | Eduardo Portela       | Spanien      |
| ab Oktober 2016            | Tomas Van Den Spiegel | Belgien      |

## Wettbewerbe
Zurzeit werden von der ULEB zwei Wettbewerbe ausgetragen. Neben der EuroLeague, in der die besten Vereine Europas an den Start gehen, ist dies der EuroCup (bis 2008: ULEB Cup).